# Jesús Gardea
Jesús Gardea Rocha (Delicias, Chihuahua, México; 2 de julio de 1939 - 12 de marzo de 2000) fue un narrador y poeta mexicano. Fue profesor en la Universidad Autónoma de Ciudad Juárez. Miembro del Sistema Nacional de Creadores de Arte desde 1994. Premio Xavier Villaurrutia 1980 por Septiembre y los otros días.

## Biografía
Jesús Gardea Rocha nació el 2 de julio de 1939, hijo de Vicente Gardea V. y de Francisca Rocha, en Delicias, Chihuahua. Su primo es el hidráulico mexicano de la UNAM Humberto Gardea V. Allí mismo realizó sus estudios primarios, en la Escuela Primaria N.º 306, mientras que sus estudios secundarios los realizó en la escuela Benjamin N. Velasco en la ciudad de Querétaro, y el bachillerato en la Ciudad de México. Estudió y obtuvo su licenciatura en odontología en la Universidad Autónoma de Guadalajara, y ejerció esta profesión en Ciudad Juárez.
Está considerado uno de los cuentistas más destacados de la literatura mexicana. Es autor del libro de poemas, Canciones para una sola cuerda (1982); de los libros de cuentos, Los viernes de Lautaro (1979), Septiembre y los otros días (Premio Xavier Villaurrutia, 1980), De alba sombría (1985), Las luces del mundo (1986), Difícil de atrapar (1995) y Donde el gimnasta (1999); y de las novelas, El sol que estas mirando (1981), La canción de las mulas muertas (1981), El tornavoz (1983), Soñar la guerra (1984), Los músicos y el fuego (1985), Sóbol (1985), El diablo en el ojo (1989), El agua de las esferas (1992), La ventana hundida (1992), Juegan los comensales (1998) y El biombo y los frutos (2001). En 1985 obtuvo el Premio Fuentes Mares otorgado por la Universidad Autónoma de Ciudad Juárez. Forjador de un lenguaje personal que logra una extraña combinación de poesía y violencia, Gardea crea un universo literario donde el ritmo de las cosas permite a los personajes mantener su desesperación a raya movidos por los recuerdos que empuja el viento. 
Jesús Gardea fue descubierto como escritor por el poeta Jaime Labastida Ochoa, dentro del Encuentro de Escritores en Ciudad Juárez Labastida lo lleva a publicar "Los Viernes de Lautaro" (1979) en la Editorial Siglo XXI.[cita requerida] Seis meses después firma contrato con Editorial Joaquín Mortiz, para publicar Septiembre y los otros días (cuentos, 1980), obra que le hace merecedor del Premio Xavier Villaurrutia, hecho que le convierte en el segundo chihuahuense en recibirlo. Obtiene también el Premio José Fuentes Mares de la Universidad Autónoma de Ciudad Juárez, en su primera edición (1985), el cual rechazó.
Gardea también fue becario del Sistema Nacional de Creadores de Arte del CNCA, y recibió un homenaje nacional por su obra en diciembre de 1998. Publicó en más de diez antologías y sus obras fueron traducidas al inglés, francés y polaco. Al momento de morir Gardea tenía dos libros a punto de ser publicados: El biombo y los frutos y Casa de Anfibia, además de un manuscrito de novela.
Su obra aborda el cuento, la novela y la poesía, género —este último— en el que sólo publicó Canción para una sola cuerda, libro en el que desarrolla “una poesía minimalista, de versos breves pero intensos, en ocasiones amorosamente eróticos”.
Dentista de profesión, abandona dicha carrera para dedicarse al oficio de escritor, ámbito en el que obtuvo un rotundo éxito, pese a haber comenzado a escribir y a publicar a la edad de 40 años. Catedrático en la Facultad de Ciencias Políticas y Sociales de la Universidad Autónoma de Chihuahua, Jesús Gardea participa en dos ocasiones dentro de las "Asambleas de Escritores Chihuahuenses" organizadas desde 1982 por Mario Arras, quien lo propone como candidato en el área de literatura para recibir el Premio Tomás Valles Vivar en su primera edición; premio que ganara en esa ocasión el filósofo Federico Ferro Gay.
Gardea pertenece al destacado grupo de artistas chihuahuenses nacidos en la década de los años 40´s (se incluye aunque naciera en 1939). El grupo se conforma por escritores como Victor Hugo Rascón Banda, Ignacio Solares, Joaquín Armando Chacón, José Vicente Anaya y Carlos Montemayor, y como escultor Sebastián; quienes mudaron su residencia a la Ciudad de México para buscar fama y fortuna. Jesús Gardea se mantuvo firme en su convicción de continuar viviendo en su estado natal.

## En la cultura popular
La banda británica Tindersticks grabó en 1995 la canción "El diablo en el ojo", título tomado de la novela de Gardea. Dickon Hinchliffe (entonces integrante del grupo) estaba preparando su tesis para el King's College sobre la obra de este autor mexicano. Terminó su tesis en 1998, con el título Histories of luminous motion: the space, language and light of Jesus Gardea's 'Placeres'.

## Obras

### Cuento
- Los viernes de Lautaro (1979)
- Septiembre y los otros días (Premio Xavier Villarrutia, 1980)
- De alba sombría (1985)
- Las luces del mundo (1986)
- Difícil de atrapar (1995)
- Donde el gimnasta (1999)

### Poesía
- Canciones para una sola cuerda (1982)

### Novela
- El sol que estás mirando (1981)
- La canción de las mulas muertas (1981)
- El tornavoz (1983)
- Soñar la guerra (1984)
- Los músicos y el fuego (1985)
- Sóbol (1985)
- El diablo en el ojo (1989)
- El agua de las esferas (1992)
- La ventana hundida (1992)
- El árbol cuando se apague  (1997)
- Juegan los comensales (1998)
- El biombo y los frutos (2001)
- Tropa de sombras (2003)

### Antología
- Reunión de cuentos (1999)
- Cuentos completos (2022)